# 片桐氏
片桐氏（かたぎりうじ、かたぎりし）は、武家・華族だった日本の氏族の一つ。安土桃山時代に豊臣秀吉に仕えた片桐且元で著名な一族で、且元の嫡流は江戸時代に改易にされたが、且元の弟貞隆の系譜が大和国小泉藩1万6400石の藩主家として続き、維新後には華族の子爵家に列した。

## 歴史

### 中世
清和源氏満快流を称し、信濃国伊那郡片桐より興った。『寛政重修諸家譜』によれば平安時代後期に信濃国上伊那郡一帯を領した片切為基に始まる豪族・片切氏の分家で近江に移住し「片桐」と改めたとしている。
『吾妻鏡』には片切景重の跡を継いだ為康が、源頼朝本人から歓待されたこと、平家に没収されていた所領が20数年ぶりに返還されたことが記されている（寿永3年「1184年」6月23日の項）。
承久の乱において、片切氏の一族は小笠原氏・武田氏を主将として中山道を進んだ幕府軍の一部として上洛した。この時、片切源太、太郎、又太郎は上皇方に包囲された京都守護伊賀光季の手勢として奮戦した。片切三郎が『承久記』「尾張の国にして官軍合戦の事」に見えている。
この承久の乱の恩賞として、為頼の代に美濃国彦次郷を拝領し移住する。その後、近江国伊香郡高月村（現・滋賀県長浜市）に所領を得て土着する。

### 近世
為頼の子孫にあたる戦国時代の当主片桐直貞は北近江の戦国大名である浅井氏の家臣となり、その子且元は浅井氏の滅亡後に賤ヶ岳の七本槍の一人として豊臣政権下で奉行人の一人として頭角を現し摂津国茨木に1万石を与えられて諸侯に列した。関ヶ原の戦いの後は豊臣秀頼の傅役・家老を務めた。且元は豊臣家から2万石の所領を受ける一方で、徳川家から大和国竜田藩などに所領を受け、江戸幕府と豊臣家の両者から扶持を受ける特殊な家であった。しかし大坂冬の陣の開戦直前に大坂城を退去している。大坂の陣後には4万石に加増されるが、孫の貞就の代に無嗣改易となった。
一方、且元の弟貞隆は大和国小泉の地（奈良県大和郡山市小泉町）に1万石を与えられて小泉藩を立藩、後に加増され1万6千石となる。貞隆の子で小泉藩2代藩主となった貞昌（片桐石州）は茶人として名を馳せ茶道・石州流の流祖として知られており、以後小泉藩主家は他家から2度養子を迎えたものの、断絶することなく廃藩置県まで存続した。また、小泉藩初代藩主貞隆の庶子で3千石を分知された貞晴の家系、および2代藩主貞昌の長子で1千石を分知された下條信隆の家系も明治維新まで旗本として存続した。
フェリーチェ・ベアトが元治元年（1864年）ころ愛宕山上から撮影した江戸のパノラマ写真には、真ん中に大和小泉藩片桐家上屋敷が写っている（『写真で見る江戸東京』『F.ベアト写真集』他）。

### 明治以降
最後の小泉藩主片桐貞篤は、明治2年（1869年）6月23日に版籍奉還により小泉藩知事に任じられ、明治4年（1871年）7月15日の廃藩置県まで藩知事に在職。
明治2年（1869年）6月17日の行政官達で公家と大名家が統合されて華族制度が誕生すると片桐家も大名家として華族に列した。明治17年（1884年）7月7日の華族令の施行で華族が五爵制になると、同月8日に旧小藩知事として片桐貞健が子爵に列せられた。
貞央の代の昭和前期に片桐子爵家の邸宅は東京市小石川区茗荷谷町にあった。